# Willem Johannes Dercksen

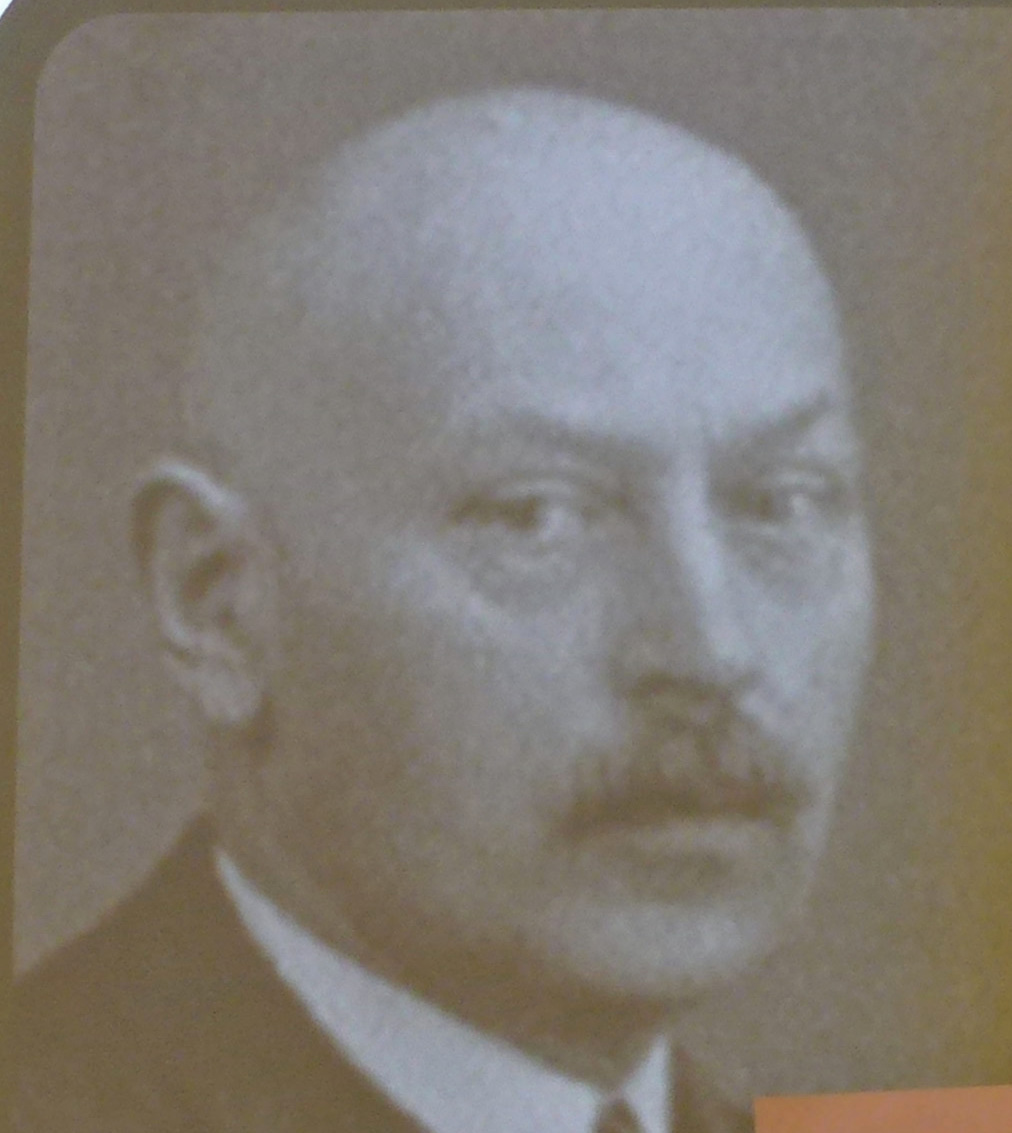
W. J. Dercksen

Willem Johannes Dercksen (Gouda, 1 maart 1884 – concentratiekamp Sachsenhausen in Oranienburg, 3 oktober 1944) was een Nederlandse verzetsstrijder.

## Leven en werk

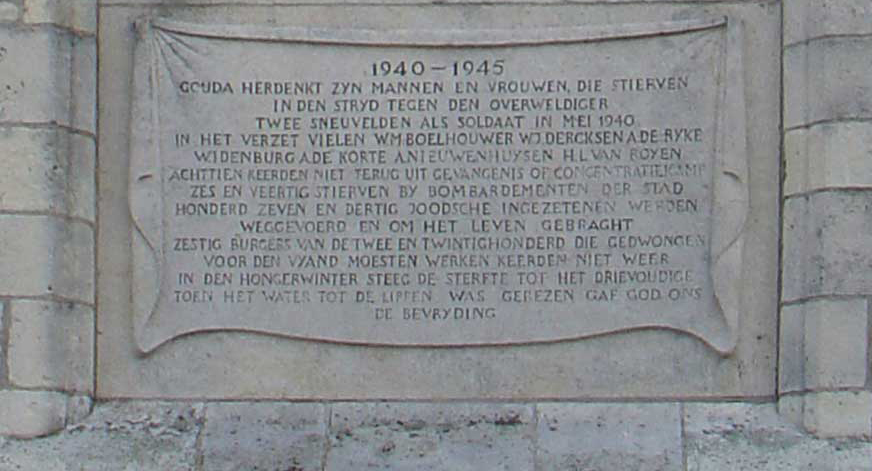
fragment oorlogsmonument met de naam van Dercksen in de gevel van het stadhuis

Dercksen werd in 1884 in Gouda geboren als zoon van de broodfabrikant Willem Johannes Dercksen en Maria Helena van Wijk. Dercksen werd importeur van farmaceutische artikelen. Tijdens de Tweede Wereldoorlog formeerde hij in Gouda een verzetsgroep bestaande uit leden gerecruteerd uit zijn gereformeerde kring. Zijn groep verleende vooral steun aan onderduikers door het verstrekken van distributiekaarten. Via zijn persoonlijke contacten met leden van de luchtbescherming ging hij nauw samenwerken met een andere verzetsgroep onder leiding van de hervormde Bram Langeraar. De aldus gefuseerde groep Dercksen/Langeraar werd onderdeel van de Landelijke Organisatie voor Hulp aan Onderduikers (LO). De groep verstrekte niet alleen distributiekaarten en -bonnen, maar voorzag onderduikers ook van vervalste persoonsbewijzen. Ook zorgden zij voor verspreiding van diverse illegale bladen.
De groep van Dercksen en Langeraar onderhield nauw contact met Jan Scharloo, de Goudse vetgenwoordiger van het Nationaal Steun Fonds, waadoor de financiële steun aan onderduikers werd geregeld. Ook onderhielden Dercksen en Langeraar nauwe contacten met de Orde Dienst.
Door verraad van Miep Oranje konden de Duitsers Dercksen op 8 augustus 1944 arresteren. Dercksen overleed op 3 oktober 1944 in het concentratiekamp Sachsenhausen in Oranienburg. Zijn naam is een van de namen die opgenomen is in het monument voor de oorlogsgevallenen, gemaakt door Oswald Wenckebach, in de gevel van het Goudse stadhuis.
In Gouda werd in 1960 de Dercksenstraat naar hem genoemd.